# Sinfonia gaia
Sinfonia Gaia is de Symfonie nr. 4 van Knudåge Riisager. Hij voltooide de symfonie op 28 mei 1940.
Gaia staand voor speels verwijst naar de hoop op vrede ten tijde van de Duitse bezetting van Denemarken. Die vrolijkheid is ook de reden dat het werk niet de opzet heeft van een klassieke structuur symfonie, maar meer naar het samenspel van het orkest. Riisager, die aan de wens van musici voldeed in de Italiaanse tempoaanduidingen, had alternatieve titels voor dit driedelig werk in het programma opgenomen:
- I: allegro ostinato zou moeten heten verzet
- II: Allegro chiaro zou moeten heten ondeugend
- III: Rondo di ritmo zou moeten heten moed.

Centraal motief is een ritmisch motief in de pauken dat door de gehele symfonie van slechts 18 minuten doorklinkt.
De eerste uitvoering vond plaats tijdens een radio-uitzending op 24 oktober 1940; dirigent Johan Hye-Knudsen leidde het Deens Radio Symfonieorkest. Bij de opname verzorgd door Da Capo werd de opmerking gemaakt, dat voor zover na te gaan het werk daarna nooit meer gespeeld is tot die opname in september 2012 , hetgeen tevens world premiere recording opleverde.